# Pseudodiplotaxis albosetosa
Pseudodiplotaxis albosetosa är en skalbaggsart som beskrevs av Anton Franz Nonfried 1894. Pseudodiplotaxis albosetosa ingår i släktet Pseudodiplotaxis och familjen Melolonthidae. Inga underarter finns listade i Catalogue of Life.